# Michail Petrovič Pogodin
Michail Petrovič Pogodin (rusky Михаил Петрович Погодин; 11.jul./ 23. listopadu 1800greg., Moskva – 8.jul./ 20. prosince 1875greg., Moskva) byl ruský historik, filozof, spisovatel a profesor Moskevské univerzity. Za svůj život napsal několik knih a článků o historii.

## Pogodin v českých zemích[5]
Pogodin jezdil velmi často do Prahy (1835), kde také získal titul doktora na Univerzitě Karlově. Hlavním důvodem byla činnost Slavjanofilů – zajímal se nejen o literaturu, ale i o politiku. Jeho blízkým přítelem byl P. J. Šafařík. Po jeho smrti, a také po ukončení činnosti Slavjanofilů, se Pogodin začal setkávat s českým historikem Františkem Palackým, se kterým se navštěvovali a byli v kontaktu skrze korespondenci. Několikrát také navštívil Mariánské Lázně – ty se pro něj staly místem shledání se svými příteli. Scházel se zde nejen s Šafaříkem, ale několikrát sem přijel i N. V. Gogol či český spisovatel Václav Hanka. Během pobytu v Mariánských Lázních (1842) se Pogodin učil česky. Čeština mu problém nedělala. To nasvědčuje i fakt, že o několik let později byl vydán úplný ruský překlad díla Slovenské starožitnosti (1848) P. J. Šafaříka, který přeložil, mimo jiné, právě Pogodin.

## Pogodin jako historik
Na jeho tvorbu měl velký vliv N. M. Karamzin. Pogodin viděl úlohu historika, jak opsal v jeho Aforismech, jednak v přesném objasnění, proč a z jakých důvodů nastala určitá změna, ale i na poukázání faktu, že celý národ je součástí formace lidstva. Historie se podle něj rozvíjela postupně. V Aforismech také rozdělil historiky na idealisty a empiriky, historiky-filosofy a historiky-básníky.
V jeho další tezi o „dvou Evropách“ vydělil dvě hlavní poloviny, a to Západní a Východní, přičemž Rusko přiřazuje ne k Východu, ale k Asii. Historii Pogodin vnímal jako rozmanitost sociálně-politických a intelektuálních událostí, národů, osobností a epoch.
„Lidstvo je,
 Tudíž nemůže nebýt,
 Tedy musí být,
 Proto v sobě ukrývá podmínky svého bytí,
 Proto existují zákony jeho počínání, potřeba incidentu, pravé ruky, řemesla a Boha v Historii.“

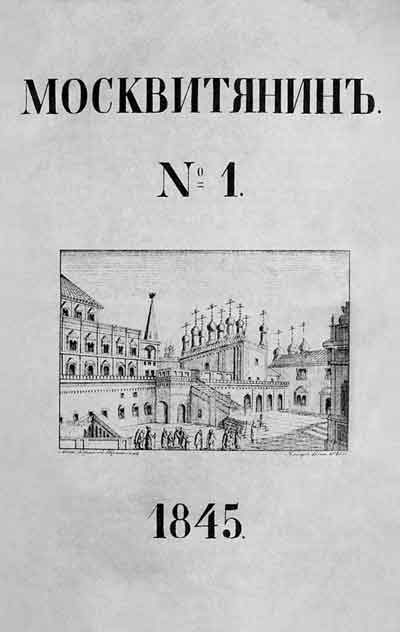
První vydání časopisu Moskvitjanin

Ruskou historii vnímal jako unikátní – bylo v ní plno úžasných jevů a kouzel. „Vede nás Boží prst, jak tomu bylo dříve s Židy, k nějakému vysokému cíli.“
V jeho článku „Za Rusko“ (r. 1845) psal otevřeně o tom, že měl Petr Veliký zamezit národnímu rozvoji a dát mu na chvíli jiný směr. Po třech letech od zveřejnění jeho článku se ruská situace prudce změnila.
Pogodin byl jedním z ideologů panslavismu. Vydával také své vlastní časopisy: Moskovskij vestnik (rus. Московский вестник), Moskvitjanin (rus. Москвитянин) a noviny Ruskij (rus. Русский).
Jeho nejvýznamnější práce a články se nachází ve sbornících: Historicko-kritické úryvky («Историко-критические отрывки») a Studie, poznámky a přednášky o ruské historii («Исследования, замечания и лекции о русской истории»).

### Literаtura
- FRANCEV, Vladimir Andrejevič. M.P. Pogodin i Fr. Palackij: K istorii russko-češskich svjazej v konce XIX. st. Praga: [s.n.], 1928. 16 s.. Praha: Praga češskaja, 1928. 16 s.
- ПОГОДИН, Михаил Петрович. Историко-критические отрывки. [s.l.]: Типографіа А. Семена, 1846. 446 s.
- ШИРИНЯНЦ, А. А.; К В. Рясенцев. Погодин. М. П. Избранные труды. [s.l.]: Российская политическая энциклопедия, 2010. 776 s. ISBN 978-5-8243-1194-5.
- ПОГОДИН, Михаил Петрович. . О всеобщей истории. Лекция при вступлении в должность ординарного профессора в императорском Московском университете//Исторические афоризмы Михаила Погодина. [s.l.]: [s.n.], 1834.